# Звездин, Сергей Петрович
Серге́й Петро́вич Звезди́н (1922—2006) — советский театральный деятель, Заслуженный работник культуры Карельской АССР (1965), Заслуженный работник культуры РСФСР (1969).

## Биография
Карел по национальности.

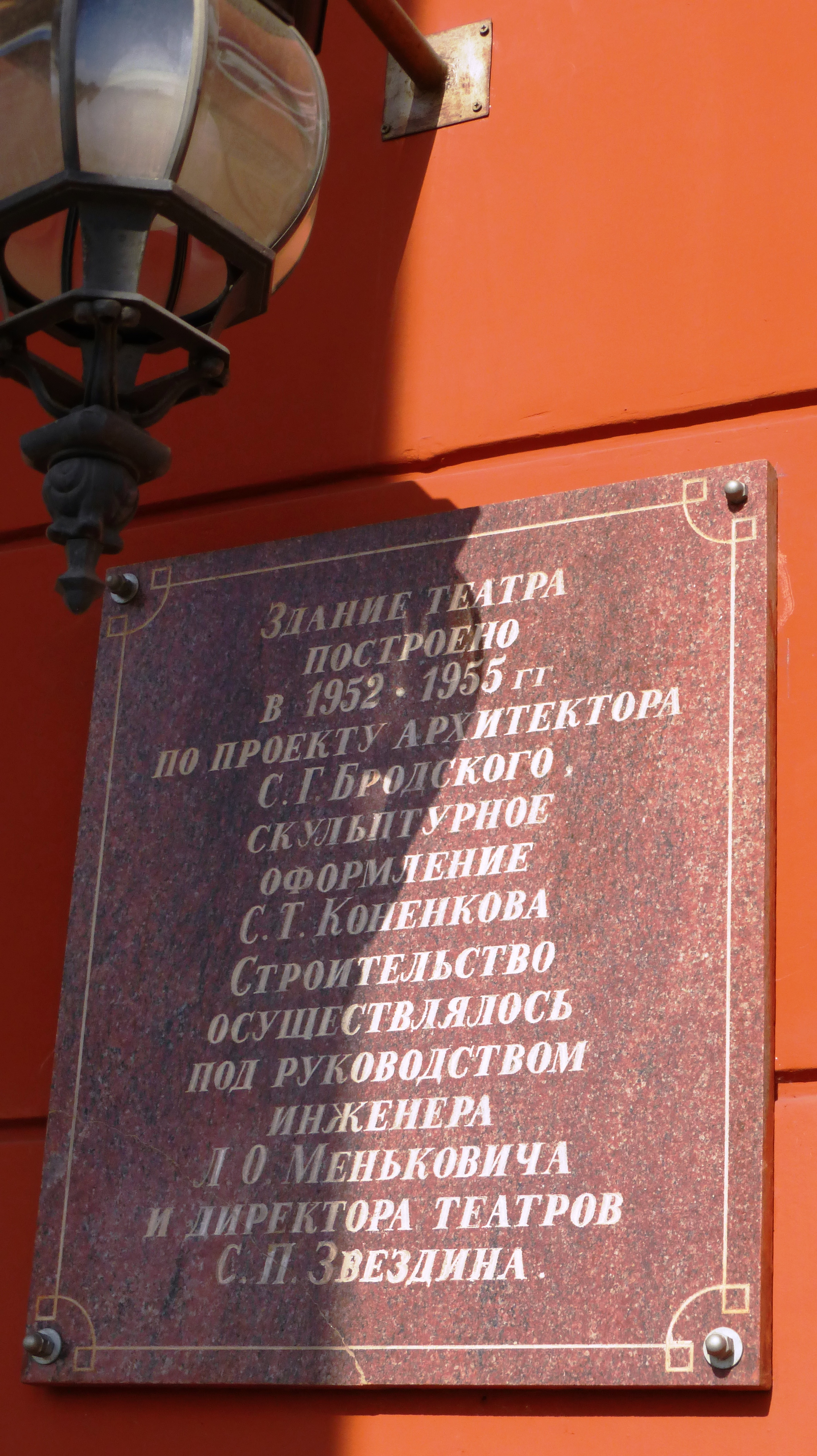
Памятная доска на здании Муздрамтеатра

Участник Великой Отечественной войны. Демобилизован в 1942 году ввиду тяжёлого ранения. В 1942—1946 годах работал на стройках в Челябинской области.
В 1947 году окончил Ленинградский театральный институт имени А. Н. Островского, в котором учился в предвоенные 1938—1941 годы.
В 1948—1950 годах — заместитель директора Финского драматического театра в Петрозаводске.
В 1950—1955 годах работал в Совете министров Карело-Финской ССР начальником Управления по делам искусств.
В 1955—1977 годах — первый директор Музыкально-драматического театра Карельской АССР.

## Награды
- орден Отечественной войны II степени (11.03.1985)
- орден Трудового Красного Знамени (22.09.1959)
- орден Красной Звезды
- орден «Знак Почёта»
- медаль «За трудовое отличие» (29.10.1951)[2]
- медали
- Заслуженный работник культуры РСФСР (1969)
- Заслуженный работник культуры Карельской АССР (1965)

## Сочинения
- Звездин С. П. Государственный музыкально-драматический театр Карельской АССР. — Петрозаводск, 1959